# ベッコウバチ
ベッコウバチ科（ベッコウバチか、学名: Pompilidae）とはハチ目の科。2000年以降、クモバチ科に改称された。雌バチが幼虫のために雌グモを狩り麻酔してから卵を産み、幼虫はそのクモ一匹だけを食べて成長するという習性をもつ、典型的な狩りバチ。狩りをしてから巣穴を掘るものと、狩りに先立って巣を用意するものがいる。麻酔されたクモは約2か月間生存するという報告がある。体形は細長く、中胸側板中央部に斜溝がある。触角は長い。日本には100種あまり生息。
ヒメクモバチの仲間は、子供のための巣として泥で瓶形の巣を作る。その際、巣に運ぶ前にクモの肢を切断する習性がある。

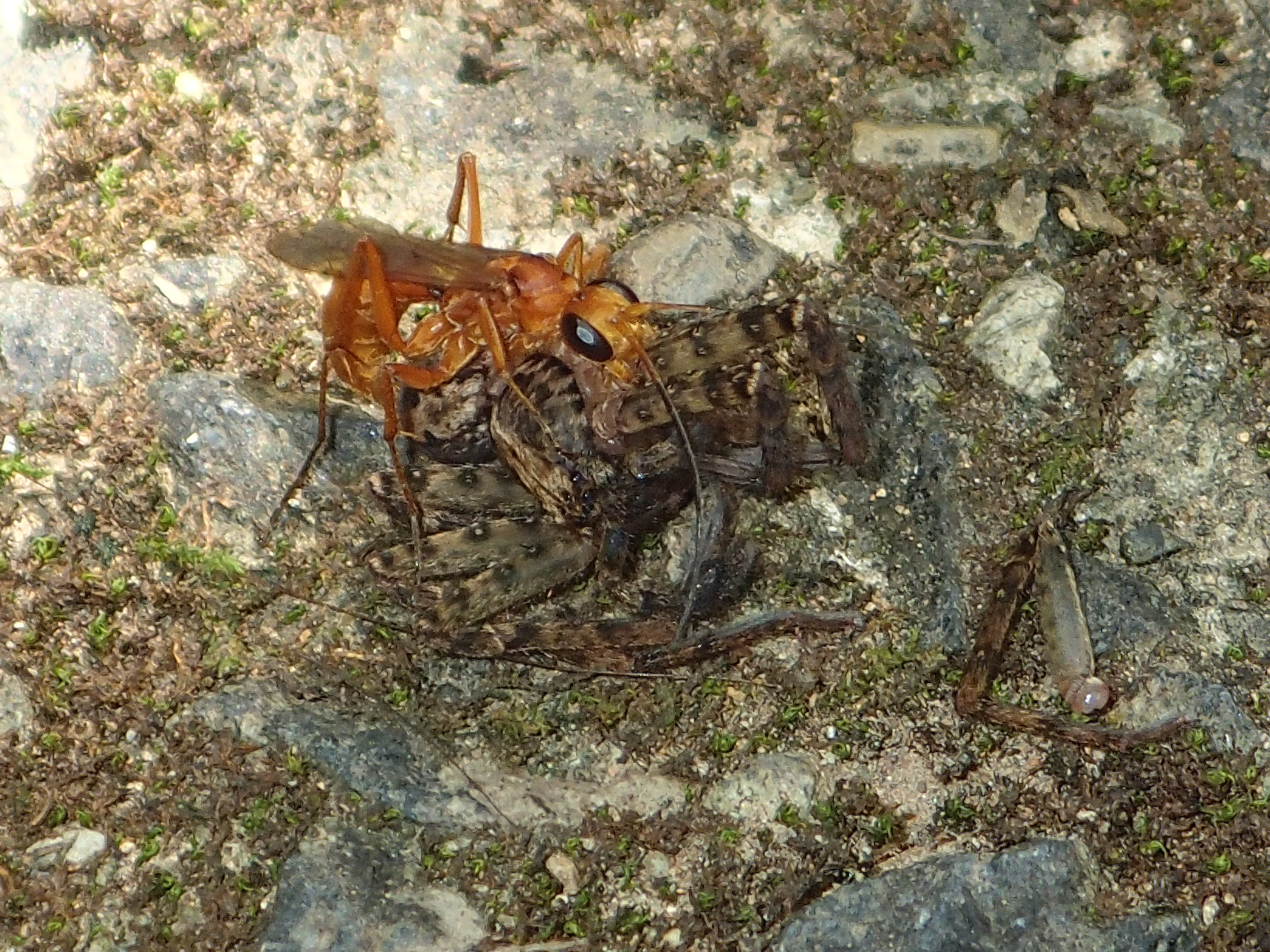
ダイダイヒメクモバチｰ麻酔したクモの肢を切断している

## 種としての「ベッコウバチ」
種としての和名ベッコウバチは、科名の改称に伴ってベッコウクモバチに改称された。（なお、この種とされていたCyphononyx dorsalisの学名は間違いとしてCyphononyx fulvognathusに改められた。）体長17-25 mm。本州中部以南の日本全土で見られる他、台湾、東南アジア、インドに分布する。

## その他の主な日本産の種
- オオモンクロクモバチ Anplius samariensis 体長11-21 mm。北海道、本州、四国、九州に分布。腹に橙褐色の斑紋がある[6]。
- ツマアカクモバチ Tachypomplius analis 体長11-20 mm。本州、九州、四国、南西諸島に分布。尻部が赤い。大型のアシダカグモを狩る[6]。

## ベッコウバチ科の下位分類群
- オオベッコウバチ – アメリカ大陸に生息。